# Stara Galeria Narodowa

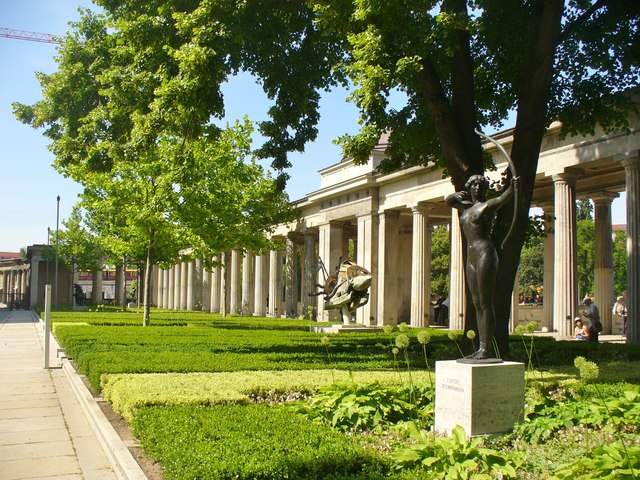
Park przy Starej Galerii Narodowej (2013)

Stara Galeria Narodowa (niem. Alte Nationalgalerie) – muzeum sztuki znajdujące się w Berlinie, na Wyspie Muzeów. 

## Siedziba
Budowę klasycystycznego budynku muzeum rozpoczęto w 1861 roku według projektu Friedricha Augusta Stülera. Po śmierci Stülera nadzór nad realizacją projektu, ostatecznie ukończoną w 1876 roku przejął Johann Heinrich Strack. Gmach w swych formach przypomina świątynię w porządku korynckim, którą z tyłu zamyka półokrąg. W przedniej części budowli znajdują się mające reprezentacyjny charakter schody zwieńczone konnym posągiem pruskiego króla Fryderyka Wilhelma IV autorstwa Alexandra Calandrellego, a także zawierający osiem kolumn portyk. Wnętrze tympanonu tego portyku wypełnia relief zatytułowany Germania als Beschützerin der Künste (pol. „Germania jako obrończyni sztuki”), zaś na jego szczycie są umieszczone rzeźby trzech kobiecych personifikacji malarstwa, rzeźbiarstwa i architektury. Tylna ściana portyku jest z kolei ozdobiona fryzem pokazującym historię rozwoju sztuki niemieckiej - od czasów Karola Wielkiego do Wilhelma von Kaulbacha. Boki budynku zdobią półkolumny, pomiędzy którymi są umieszczone płyty z nazwiskami niemieckich artystów.

## Zbiory
Ekspozycja placówki obejmuje XIX wieczne malarstwo i rzeźbę. Kolekcja muzeum rozmieszczona jest na trzech poziomach:
- pierwsze piętro – rzeźba klasycystyczna oraz dzieła tworzone pod wpływem naturalizmu i secesji (przełom XIX i XX wieku)
- drugie piętro – niemiecki realizm i impresjonizm (lata 1850–1880)
- trzecie piętro – neoklasycyzm i romantyzm – dzieła pochodzące z I połowy XIX wieku (m.in. dzieła Caspara Davida Friedricha)